# John Wesley Harding (песня)
«John Wesley Harding» — песня автора-исполнителя Боба Дилана, которая открывает одноименный альбом 1967 года.

## Создание и запись
Сам Дилан в интервью журналу Rolling Stone 1969 года так комментировал название песни и альбома: «Я собрался написать балладу об одном из тех старых ковбоев…, ну знаете, настоящую длинную балладу. Но на середине второго куплета я устал. У меня была мелодия, и её не хотелось терять, это была красивая короткая мелодия, поэтому я написал третий куплет и записал все в таком виде. Если б мы не назвали альбом тем же названием, этой песне не придавали бы такого значения, как теперь, люди называли бы её одноразовой». Биограф Клинтон Хейлин утверждает, что Дилан очень интересовался историями о таких американских преступниках XIX века, как, например, Джесси Джеймс и Билли Кид, и даже как-то признавался, что его самая любимая народная песня — «John Hardy», герой которой (реальное историческое лицо) в 1893 году убил другого человека за игрой в кости (крэпс). Джон Уэсли Хардин также был преступником конца XIX века. Дилан признавался, что выбрал Джона Уэсли Хардина в качестве протагониста, поскольку его имя ритмически «подходило под размер» песни, а 'g' на конце фамилии (Harding) появилась по ошибке.
6 ноября 1967 года в Нэшвилле было записано два дубля композиции, но для альбома была выбрана вторая версия.

## Кавер-версии
Песня «John Wesley Harding» была записана уже в 1969 году на одноименном альбоме фолк-рок группы «McKendree Spring», кроме того, песню исполняли Том Расселл, Уэсли Уиллис, Мичел Монтекросса и голландская группа «Second Floor».